# 道威爾 (伊利諾伊州)
道威爾（英語：Dowell）是位於美國伊利諾伊州傑克遜縣的一個村落。

## 地理
道威爾的座標為37°56′22″N 89°14′42″W / 37.93944°N 89.24500°W，而該地最高點為海拔高度122米（即400英尺）。

## 人口
根據2010年美國人口普查的數據，道威爾的面積為1.01平方千米，當中陸地面積為1.01平方千米，而水域面積為0.00平方千米。當地共有人口408人，而人口密度為每平方千米403人。